# 람보: 라스트 워
《람보 : 라스트 워》(영어: Rambo: Last Blood)는 2019년 미국의 액션 영화로, 애드리안 그랜버그 감독이 연출했고, 실베스터 스탤론이 주인공 람보 역을 맡았다.

## 출연진
주연
- 실베스터 스탤론 - 람보 역
- 파즈 베가 - 카르멘 델가도 역

조연
- 세르지오 페리스 멘체타 - 휴고 마르티네즈 역
- 이벳 몬레알 - 가브리엘 역
- 오스카 자에나다 - 빅토르 마르티네즈 역
- 아드리아나 바라자 - 마리아 벨트란 역
- 제시카 매드슨 - 벡키 역
- 루이스 맨다이어 - 보안관 역
- 호아킨 코시오 - 돈 마누엘 역
- 페네사 피네다 - 지젤 역
- 릭 진갈레 - 돈 미겔 역
- 세일라 샤 - 알레한드라 역